# Rosellinula lopadii
Rosellinula lopadii är en lavart som först beskrevs av Vouaux, och fick sitt nu gällande namn av D.J. Galloway 2004. Rosellinula lopadii ingår i släktet Rosellinula, klassen Dothideomycetes, divisionen sporsäcksvampar och riket svampar.   Inga underarter finns listade i Catalogue of Life.